# إيف برستون
إيف برستون هو لاعب هوكي الجليد كندي، ولد في 14 يونيو 1956 في مونتريال في كندا.

## وصلات خارجية
- إيف برستون على موقع دوري الهوكي الوطني (الإنجليزية)
- إيف برستون على موقع قاعة مشاهير الهوكي (لاعب أن.إتش.أل) (الإنجليزية)
- إيف برستون على موقع EliteProspects.com (الإنجليزية)
- إيف برستون على موقع HockeyDB.com (الإنجليزية)
- إيف برستون على موقع Hockey-Reference.com (الإنجليزية)